# Анапурус

Анапурус на карте штата.

Анапурус (порт. Anapurus) — муниципалитет в Бразилии, входит в штат Мараньян. Составная часть мезорегиона Восток штата Мараньян. Входит в экономико-статистический микрорегион Шападинья. Население составляет 13 939 человек на 2010 год. Занимает площадь 608,296 км². Плотность населения — 22,91 чел./км².

## Демография
Согласно сведениям, собранным в ходе переписи 2010 г. Национальным институтом географии и статистики (IBGE), население муниципалитета составляет:
| Полное население                               | Полное население                               | Полное население                               | Полное население                               | 13 939 |
| ---------------------------------------------- | ---------------------------------------------- | ---------------------------------------------- | ---------------------------------------------- | ------ |
| в том числе:                                   | Городское население                            | 7164                                           | Процент городского населения, %                | 51,40  |
|                                                | Сельское население                             | 6775                                           | Процент сельского населения, %                 | 48,60  |
|                                                | Мужское население                              | 7020                                           | Процент мужского населения, %                  | 50,36  |
|                                                | Женское население                              | 6919                                           | Процент женского населения, %                  | 49,64  |
| Плотность населения, чел/км²                   | Плотность населения, чел/км²                   | Плотность населения, чел/км²                   | Плотность населения, чел/км²                   | 22,91  |
| Население муниципалитета в % к населению штата | Население муниципалитета в % к населению штата | Население муниципалитета в % к населению штата | Население муниципалитета в % к населению штата | 0,21   |

По данным оценки 2016 года, население муниципалитета составляет 15 286 жителей.

## Статистика
- Валовой внутренний продукт на 2003 год составляет 18 490 302,00 реалов (данные: Бразильский институт географии и статистики).
- Валовой внутренний продукт на душу населения на 2003 год составляет 1796,57 реалов (данные: Бразильский институт географии и статистики).
- Индекс развития человеческого потенциала на 2000 год составляет 0,592 (данные: Программа развития ООН).